# NGC 164

NGC 164

NGC 164 هي مجرة تقع في كوكبة الحوت، وقد تم اكتشافها من طرف الفلكي الألماني ألبرت مارث بتاريخ 3 آب/أغسطس 1864.